# Delpeyrat (entreprise)
Pour les articles homonymes, voir Delpeyrat.
Delpeyrat est une entreprise agroalimentaire française fondée en 1890 par Pierre Delpeyrat et spécialisée dans la préparation de produits à base de viande de canard (foie gras, magrets, plats cuisinés, …), de jambon, de saumon fumé et de caviar. Elle devient filiale du Groupe Coopératif Maïsadour en 1998. 
Pierre Delpeyrat commercialise la truffe noire en 1890 et découvre un nouveau procédé de conservation des aliments : l’appertisation) [réf. nécessaire], c’est-à-dire la mise en conserve des aliments. Au fur et à mesure des années, il étendit ce processus aux spécialités de son Périgord natal : les foies gras, les confits, les pâtés… Les gammes de produits s’élargissent peu à peu jusqu’à proposer aujourd’hui du jambon de Bayonne et du saumon fumé supérieur.

## Histoire
En 1890, Delpeyrat est créée par Pierre Delpeyrat, à Sarlat dans le Périgord. En 1945, Delpeyrat est léguée à Albert Carrier (en), gendre de Pierre Delpeyrat. En 1970, Delpeyrat acquiert plusieurs sociétés implantées dans le Périgord.
En 1983, Delpeyrat démarre une production plus importante dans le but de rentrer dans la grande distribution.
En 1987, François Carrier s’associe à Louis-Dreyfus qui deviendra actionnaire majoritaire en 1989. En 1992, Louis-Dreyfus rachète dans les Landes les conserveries Landeca et Leymarie.
En 1998, Louis-Dreyfus vend Delpeyrat au groupe coopératif Maïsadour, déjà propriétaire de l’entreprise Sarrade, spécialiste de produits gastronomiques.
En 2007, le groupe acquiert auprès de Campofrio la société Montagne Noire, groupe de salaisons de jambons secs. En 2008, le groupe Delpeyrat continue de se développer sur la charcuterie en achetant 3 usines de fabrication de jambon de Bayonne, dont l’entreprise Chevallier.
En 2009, Delpeyrat consolide le pôle traiteur avec le rachat de Lœul et Piriot, situés à Thouars et Chinon.
En 2012, Delpeyrat commence la commercialisation de caviar. La coopérative rachète des actifs de la société Saumonerie St Ferréol à Brioude afin de commercialiser du saumon fumé.
En 2013, le groupe rachète les actifs des sociétés Ledun Pêcheurs d’Islande et Viviers de France en vue de devenir un acteur majeur sur le marché du saumon fumé et d'entamer une diversification sur les poissons frais.

## Activités
Outre les produits à base de viande de canard et de porc (jambon), l'entreprise diversifie sa gamme de produits avec le saumon fumé en 2013, le vin de Bordeaux pour l'exportation en 2014,.
- 'Foie gras et Viande de canard.
- Jambon de Bayonne.
- Saumon fumé.
- Export : Delpeyrat est présent sur 4 continents et près de 63 pays dont la Suisse, l’Espagne, la Belgique, le Canada, le Japon, le Moyen-Orient. En 2014, Delpeyrat se lance dans la commercialisation de vin de Bordeaux en Chine[11]. La marque obtient en mars 2014 l'autorisation de vendre son jambon de Bayonne en République populaire de Chine[12] et souhaite également exporter ce produit vers les États-Unis et la Russie[13].